# Масляний вимикач

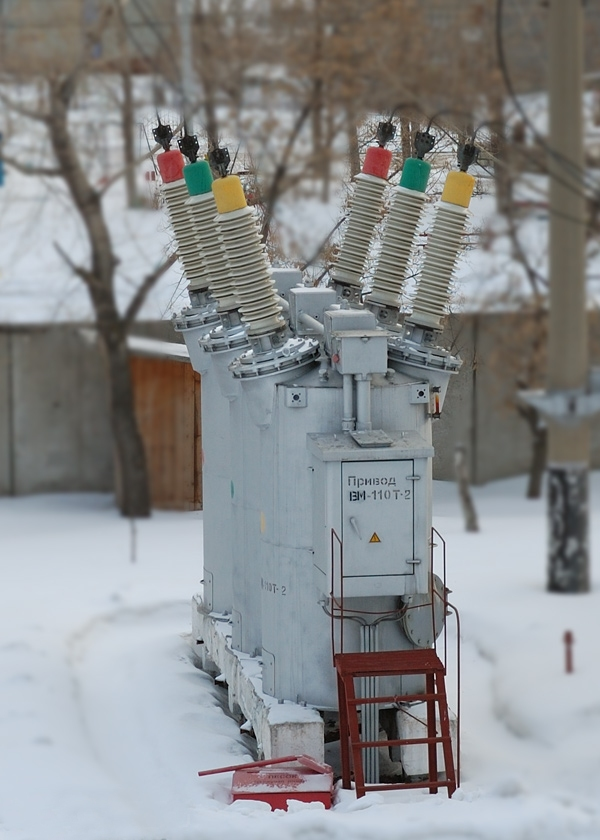
Баковий масляний вимикач МПК-110 (110 кВ)

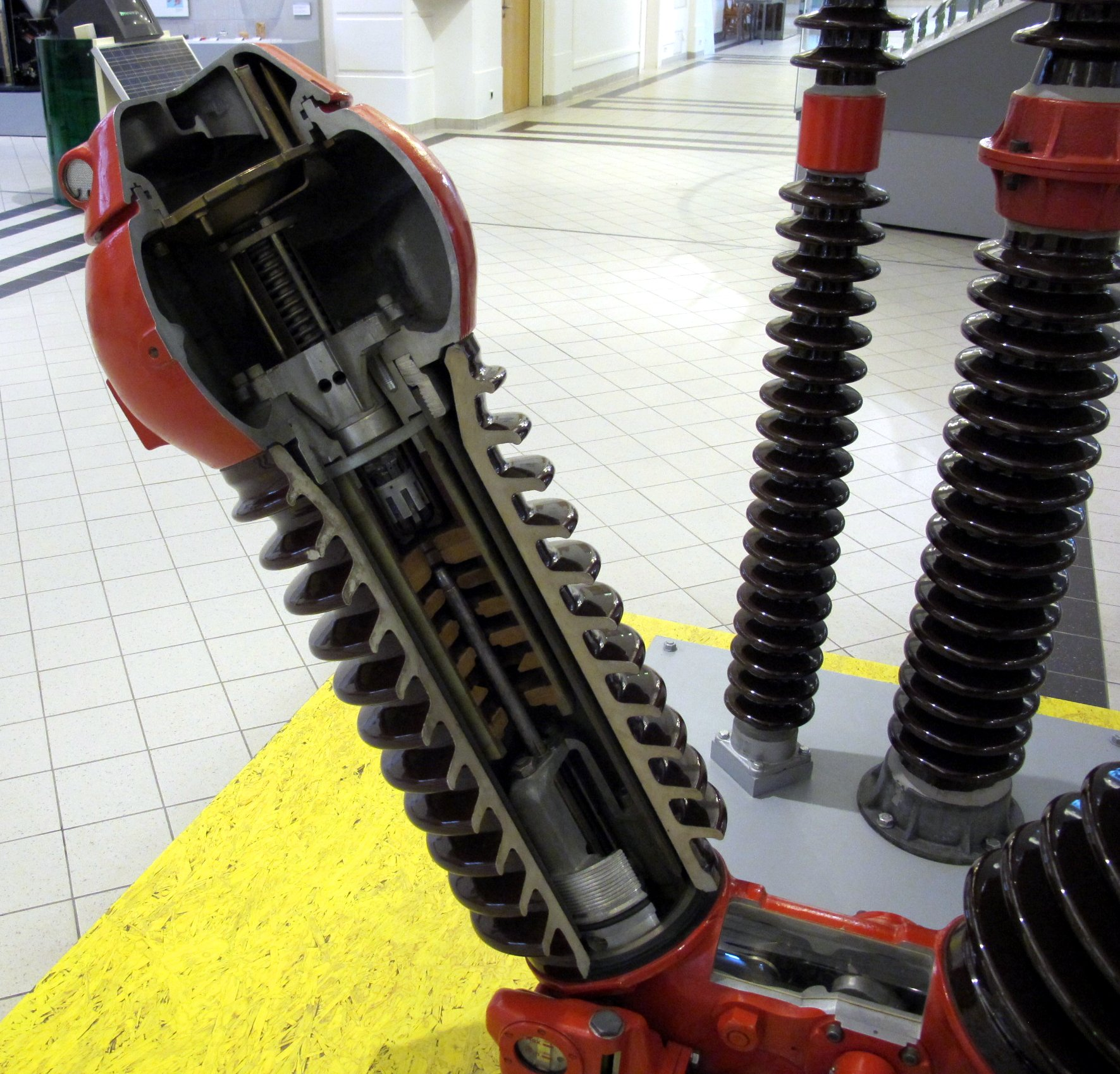
Розріз полюсу маслонаповненого вимикача Alstom, модель 50074G HPF, 110 кВ

Масляний вимикач (оливний вимикач) — високовольтний вимикач, в якому середовищем для гасіння електричної дуги є масло. Масляний вимикач призначений для комутацій (операцій включення-відключення) електричного струму (номінального і струмів короткого замикання) в електроустановках.

## Класифікація
- Конструкція:
  - Бакові;
  - Маломасляні.
- За принципом дії дугогасного пристрою:
  - З автодуттям (тиск і рух масла і газу відбувається під дією енергії, що виділяється з дуги);
  - З примусовим масляним дуттям (масло до місця розриву нагнітається за допомогою спеціальних гідравлічних механізмів);
  - З магнітним гасінням в маслі (дуга під дією магнітного поля переміщається в вузькі канали).

## Бакові вимикачі
Складаються з вводів, контактної і дугогасної систем, які поміщені у бак, заповнений маслом.
Для напруг 3–20 кВ бувають однобаковими (три фази в одному баку) з ручним або дистанційним управлінням, а для напруг 35 кВ — трибаковими (кожна фаза в окремому баці) з дистанційним або автоматичним керуванням, з автоматом повторного включення (АПВ). Масло ізолює фази одну від одної (у однобакових) і від заземленого корпусу бака, а також служить для гасіння дуги і ізоляції розриву між контактами у відключеному стані. При спрацьовуванні вимикача спочатку розмикаються контакти дугогасних камер. Електрична дуга, що виникає при розмиканні цих контактів, розкладає масло, при цьому сама дуга опиняється в газовому пухирі (до 70 % водня), який має високий тиск. Водень і високий тиск в пухирі сприяють деіонізації дуги.
На вимикачах для напруг вище 35 кВ в дугогасних камерах створюється дуття. Дугогасна система може мати кілька розривів, які збільшують швидкість розтягування дуги щодо швидкості розбіжності контактів. Ці розриви можуть поміщатися в дугогасні камери, призначені для створення інтенсивного газового дуття (дуття може бути поздовжнім або поперечним, в залежності від напрямку руху масла щодо дуги). Для зрівнювання напруг на контактах розриви шунтуються. Після згасання дуги траверсні контакти розмикаються, перериваючи струм, що протікає через шунти.
Переваги бакових вимикачів:
- Простота конструкції;
- Високі характеристики відключення;
- Відповідність для зовнішнього встановлення;
- Можливість встановлення вбудованих трансформаторів струму.

Недоліки бакових вимикачів:
- Великі габарити;
- Великий обсяг масла;
- Невідповідність для встановлення у приміщеннях;
- Вибухо- і пожежонебезпека.

## Маломасляні вимикачі
Область застосування маломасляних вимикачів — закриті розподільні пристрої електростанцій і підстанцій 6, 10, 20, 35 і 110 кВ, комплектні розподільчі пристрої 6, 10 і 35 кВ і відкриті розподільні пристрої 35, 110 і 220 кВ.
У маломасляних вимикачах в якості ізоляції струмоведучих частин одна від одної і дугогасильних пристроїв від землі застосовуються різні тверді ізоляційні матеріали.
Масло служить тільки для виділення газу. Кожен розрив ланцюга забезпечується окрему камеру з дугогасного пристрою, зазвичай виконаного з поперечним дуттям. У відключеному положенні рухомий контакт знаходиться вище рівня масла для підвищення електричної міцності розриву, так як малий обсяг масла через забруднення продуктами розкладання втрачає свої діелектричні властивості. Для утримання парів масла при гасінні дуги від виносу разом з продуктами розкладання в конструкції передбачені масловіддільники.
При великих номінальних токах застосовуються дві пари контактів: робочі і дугогасні. Робочі контакти знаходяться зовні вимикача, а дугогасні всередині. За допомогою регулювання довжини дугогасильних контактів забезпечується відключення спочатку робочих контактів (без появи дуги) і лише потім — дугогасних.
Переваги маломасляних вимикачів:
- Невеликий обсяг масла, та вага;

Недоліки маломасляних вимикачів:
- Вибухо- і пожежонебезпека (хоч і менше ніж у бакових).
- Складність встановлення вбудованих трансформаторів струму.

## Недоліки масляних вимикачів
Загальний недолік масляних вимикачів — невеликий ресурс роботи, особливо на виробництвах, пов'язаних з частими комутаціями. Також небезпека вибуху при відключенні, постійний контроль за рівнем масла, невеликі допустимі відхилення за рівнем при монтажі, необхідність досить потужних приводів включення, призвело до визнання масляних вимикачів морально застарілими і заміною їх на більш сучасні види вимикачів — вакуумні і елегазові.